# Лобачов Іван Степанович
Іва́н Степа́нович Лобачо́в (1879, село Захар'їно Московської губернії, тепер Московської області, Російська Федерація — 29 серпня 1933, місто Москва, тепер Російська Федерація) — радянський діяч, народний комісар продовольства Української СРР, народний комісар із внутрішньої торгівлі РРФСР. Член ВУЦВК та ЦВК СРСР.

## Життєпис
Народився в бідній селянській родині. Трудову діяльність розпочав в одинадцятирічному віці хлопчиком у шевській майстерні. Був учнем на Металзаводі. Із сімнадцятирічного віку працював токарем по металу на заводах міст Грозного, Баку, Ростова-на-Дону та Дербенту. З 1906 року — токар по металу на московських заводах технічного училища та Гопнера. Брав участь у робітничих страйках, зазнавав переслідувань з боку царської влади.
Член РСДРП(б) з березня 1917 року.
З березня 1917 року — член виконавчого комітету Басманної районної ради робітничих і солдатських депутатів міста Москви. З літа 1917 року — завідувач Басманного районного відділу продовольства міста Москви.
У 1918—1919 роках — член колегії Московського відділу продовольства.
У 1919—1920 роках — член правління Московської губернської Спілки споживчих товариств.
У 1920 — лютому 1922 року — член колегії Народного комісаріату продовольства Російської РФСР.
У лютому 1922 — 1 червня 1924 року — народний комісар продовольства Української СРР. 
Одночасно в 1922—1923 роках — уповноважений Головного управління постачання продовольством РСЧА в Українському військовому окрузі.
Одночасно у вересні 1923 — червні 1924 року — заступник народного комісара продовольства СРСР.
20 червня 1924 — 13 серпня 1925 року — народний комісар із внутрішньої торгівлі РРФСР.
У 1925—1933 роках — голова правління Хлібопродукту СРСР; голова правління Союзхліба. Одночасно редактор журналу «Радянське млинарство та хлібопечення». У 1930 році — заступник народного комісара внутрішньої торгівлі СРСР. У 1932 році — голова Всесоюзного об'єднання борошномельної промисловості.
У 1933 році (до 29 серпня) — начальник Головного управління борошномельно-круп'яної промисловості Комітету із заготівель сільськогосподарських продуктів при РНК СРСР та заступник голови Комітету із заготівель сільськогосподарських продуктів при РНК СРСР.
Помер 29 серпня 1933 року в Москві.